# Municipio de Patoka (condado de Pike)
El municipio de Patoka (en inglés: Patoka Township) es un municipio ubicado en el condado de Pike en el estado estadounidense de Indiana. En el año 2010 tenía una población de 3062 habitantes y una densidad poblacional de 26,99 personas por km².

## Geografía
El municipio de Patoka se encuentra ubicado en las coordenadas 38°22′34″N 87°14′57″O / 38.37611, -87.24917. Según la Oficina del Censo de los Estados Unidos, el municipio tiene una superficie total de 113.46 km², de la cual 110.28 km² corresponden a tierra firme y (2.81%) 3.18 km² es agua.

## Demografía
Según el censo de 2010, había 3062 personas residiendo en el municipio de Patoka. La densidad de población era de 26,99 hab./km². De los 3062 habitantes, el municipio de Patoka estaba compuesto por el 98.04% blancos, el 0.23% eran afroamericanos, el 0.39% eran amerindios, el 0.1% eran asiáticos, el 0.03% eran isleños del Pacífico, el 0.23% eran de otras razas y el 0.98% pertenecían a dos o más razas. Del total de la población el 0.95% eran hispanos o latinos de cualquier raza.